# 2016年4月緬甸地震
2016年4月緬甸地震發生於2016年4月13日，緬甸曼德勒西北135公里的蒙育瓦。地震规模為6.9級，震源深度约134.8公里，發生時間為當地時間20时25分左右。

## 影响
因地方偏僻，未收到緬甸的重大傷亡報告，但在印度，至少有兩人喪生，據報導超過70人受傷。而在孟加拉國吉大港有50人在衝出工廠逃生時受傷。在孟加拉國首都達卡和東部城市錫爾赫特大約五十人受傷，因為他們在地震中逃離家園等建築時受傷。尼泊爾的東部和中部也感受到震感。